# AKB映像センター
AKB映像センター（エーケービーえいぞうセンター、英称：AKB video center）は、2013年4月22日から9月30日までフジテレビなどで『SUナイト』枠内で放送されていたバラエティ番組である。

## 概要
AKB48グループのメンバーが1分程度の自作・自演動画をプロデュースし、番組で放送後に、AKB48のYouTube公式チャンネルに動画をアップロードして、その再生回数を競う。YouTubeにはメイキング風景などのエクストラムービーが追加されている完全版がアップロードされる。
番組では出演者が動画を見て批評するが、流れによってはコメントされない場合がある。
2013年6月23日の放送では、オープニングCG映像候補作5本が紹介され、期間中のYouTube再生回数が最も多かった作品を採用するという企画が行われた結果、ホッチカズヒロの作品が同年7月7日放送回よりオープニング映像として採用された。
深夜帯の放送ではあるが、原則として生放送で行っていた（スケジュールなどの都合で稀に生放送の前後に収録して放送する週もあった）。ただし、スタジオは用いずにFCGビルのタレントクロークのロビーや、放送期間中に開催していたお台場合衆国の会場内から放送していた。最終回は後述の演出の関係でスタジオからの生放送だった。

## 出演者
MC
指原莉乃（当時HKT48）
ご近所さん
リリー・フランキー

## 作品リスト
備考
- 放送日の下側に（収録）と記されていない放送回は生放送。
- 氏名横の（数字）は放送日時点での通算投稿本数。
- ※の作品は、番組では紹介されなかったが、AKB公式YouTubeチャンネルにおいて、放送日別の再生リストに含まれている作品。

| 回 | 放送日           | 投稿メンバー                          | 作品名                                                          | 共演者・コラボしたクリエーター                                                                             |
| -- | ---------------- | ------------------------------------- | --------------------------------------------------------------- | --- |
| 1  | 2013年 4月22日   | 柏木由紀 (1)                          | 柏木納豆                                                        | |
| 1  | 2013年 4月22日   | 大家志津香 (1)                        | HIKAKIN×しいちゃん ボイパコラボ                                 | HIKAKIN |
| 1  | 2013年 4月22日   | 川栄李奈 (1)                          | AKBバカセンター                                                 | |
| 1  | 2013年 4月22日   | 梅田彩佳 (1)                          | ひとりパフューム                                                | |
| 2  | 4月29日          | 大島優子 (1)                          | 大島パイ                                                        | |
| 2  | 4月29日          | 小嶋陽菜 (1)                          | こじはると猫のまる                                              | |
| 2  | 4月29日          | 河西智美 (1)                          | 卒業                                                            | 秋元才加、大島優子、宮澤佐江、大堀恵                                                                       |
| 2  | 4月29日          | 指原莉乃 (1)                          | 潜入!こじはる1本締め                                            | 高橋みなみ、大島優子、渡辺麻友、近野莉菜、藤田奈那、金子栞ほか多数                                         |
| 3  | 5月6日 （収録）  | 渡辺麻友 (1)                          | まゆゆのテーブルクロス引き                                      | |
| 3  | 5月6日 （収録）  | 川栄李奈 (2)                          | ワールド・グルメ・リポート                                      | |
| 3  | 5月6日 （収録）  | 柏木由紀 (2)                          | 柏木とろろ                                                      | |
| 3  | 5月6日 （収録）  | 田野優花 (1)                          | 愛川こずえ✕田野優花 ダンスコラボ                                | 愛川こずえ                                                                                                 |
| 4  | 5月13日          | 大島優子 (2)                          | 大島優子スタジオ入り                                            | |
| 4  | 5月13日          | 田野優花 (2)                          | 愛川こずえ✕田野優花「千本桜」                                   | 愛川こずえ                                                                                                 |
| 4  | 5月13日          | 佐藤すみれ (1)                        | ベリーセクシーダンス                                            | |
| 4  | 5月13日          | 指原莉乃 (2)                          | 潜入!HKT48の楽屋                                                | HKT48 |
| 5  | 5月20日 （収録） | 川栄李奈 (3)                          | 「ハステとワステ」PV撮影の裏側                                  | BKA48 |
| 5  | 5月20日 （収録） | 峯岸みなみ (1)                        | 峯岸十番勝負!壮絶バンジー                                       | |
| 5  | 5月20日 （収録） | 柏木由紀 (3)                          | 柏木オクラ                                                      | |
| 5  | 5月20日 （収録） | 大家志津香 (2)                        | HIKAKIN×しいちゃん ボイパコラボ②                                | HIKAKIN |
| 6  | 5月27日          | 島崎遥香 (1)                          | アニメイク                                                      | |
| 6  | 5月27日          | 松井咲子 (1)                          | 後ろから「むすんでひらいて」                                    | |
| 6  | 5月27日          | 小嶋陽菜 (2)                          | マイペット                                                      | |
| 6  | 5月27日          | 高橋みなみ (1)                        | 水墨画アート                                                    | 志村一隆                                                                                                   |
| 7  | 6月3日 （収録）  | 片山陽加 (1)                          | ジャケ弁                                                        | 宮澤真理                                                                                                   |
| 7  | 6月3日 （収録）  | 秋元才加 (1)                          | 秋元亭 1分落語                                                  | 柳家花緑                                                                                                   |
| 7  | 6月3日 （収録）  | 入山杏奈 (1)                          | あんな辛いの…                                                   | |
| 7  | 6月3日 （収録）  | 柏木由紀 (4)                          | 柏木ウインク                                                    | |
| 8  | 6月10日          | 宮澤佐江 (1)                          | ポニーテールとハクション                                        | |
| 8  | 6月10日          | 川栄李奈 (4)                          | バカセンター川栄の食リポ                                        | |
| 8  | 6月10日          | 永尾まりや (1)                        | リンボーダンス対決                                              | 須田亜香里                                                                                                 |
| 8  | 6月10日          | 阿部マリア (1)                        | ※大食いマリア                                                   | |
| 9  | 6月17日 （収録） | 入山杏奈 (2)                          | フルート三重奏                                                  | |
| 9  | 6月17日 （収録） | 小森美果 (1)                          | 小森美果vs田上明 卒業記念試合                                   | 田上明 |
| 9  | 6月17日 （収録） | 小嶋陽菜 (3)                          | こじはるとコップうさぎ                                          | |
| 9  | 6月17日 （収録） | 北原里英 (1)                          | きたはらポエム                                                  | |
| 10 | 6月24日          | 指原莉乃(3, 4)                        | 地方組ラップ                                                    | 大家志津香、北原里英、小森美果、横山由依                                                                   |
| 10 | 6月24日          | 指原莉乃(3, 4)                        | 指原初センター曲in福岡                                          | 「恋するフォーチュンクッキー」選抜メンバー、パパイヤ鈴木                                                   |
| 10 | 6月24日          | 高城亜樹 (1)                          | Cooking with DOG ジャカルタバージョン                           | |
| 10 | 6月24日          | 大場美奈 (1)                          | ※バク転                                                         | |
| 11 | 7月1日 （収録）  | 指原莉乃 (5)                          | 地方組 小森美果の卒業式                                         | 小森美果、大家志津香、北原里英、横山由依                                                                   |
| 11 | 7月1日 （収録）  | 宮脇咲良 (1)                          | 今から泣きます                                                  | |
| 11 | 7月1日 （収録）  | 兒玉遥 (1)                            | コダマジック                                                    | あきと |
| 11 | 7月1日 （収録）  | 阿部マリア (2)                        | 決意                                                            | |
| 12 | 7月8日 （収録）  | 島崎遥香 (2)                          | アニメイク その2                                                | |
| 12 | 7月8日 （収録）  | 内田眞由美 (1)                        | PDS株式会社 体験入社                                            | PDS株式会社                                                                                                |
| 12 | 7月8日 （収録）  | 山内鈴蘭 (1)                          | 鈴蘭のバイト初体験                                              | |
| 12 | 7月8日 （収録）  | 小森美果 (2)                          | 小森美果 卒業10カウント                                         | 田上明 |
| 13 | 7月15日          | 指原莉乃 (6)                          | 潜入!AKB48お台場りんかい学校 開校                               | 「恋するフォーチュンクッキー」選抜メンバー（AKB48のみ）+峯岸みなみ、加藤玲奈、入山杏奈、川栄李奈、北原里英 |
| 13 | 7月15日          | 入山杏奈 (3)                          | あんな辛いの…その2                                              | |
| 13 | 7月15日          | 北原里英 (2)                          | 全力ネギ                                                        | |
| 13 | 7月15日          | 宮脇咲良 (2)                          | ※今から濡れます                                                 | |
| 14 | 7月22日 （収録） | 村重杏奈 (1)                          | ロシアンギャグ                                                  | |
| 14 | 7月22日 （収録） | 若田部遥 (1)                          | スキ!スキ!スキップ!サンドアート                                 | SILT |
| 14 | 7月22日 （収録） | 藤江れいな (1)                        | 街ブラ写真館                                                    | |
| 14 | 7月22日 （収録） | 峯岸みなみ (2)                        | 峯岸十番勝負 激流下り                                           | |
| 15 | 7月29日          | 篠田麻里子 (1)                        | 篠田麻里子 卒業公演                                             | 大島優子、高橋みなみ、中西智代梨、若田部遥ほか多数                                                         |
| 15 | 7月29日          | 指原莉乃 (7)                          | HKT凱旋ライブ 楽屋訪問                                          | HKT48 |
| 15 | 7月29日          | 松井玲奈 (1)                          | 隙間男と松井玲奈                                                | 劇団スカッシュ                                                                                             |
| 15 | 7月29日          | 柏木由紀 (5)                          | 柏木ベンチプレス                                                | |
| 16 | 8月5日 （収録）  | AKB48研究生 (1) （てんとうむChu!）    | 研究生新ユニット初お披露目の裏側                                | |
| 16 | 8月5日 （収録）  | 西野未姫 (1)                          | まゆゆ完コピ                                                    | |
| 16 | 8月5日 （収録）  | 梅田彩佳 (2)                          | ひとりMAX                                                       | |
| 16 | 8月5日 （収録）  | 高城亜樹 (2)                          | Cooking with DOG ジャカルタバージョン②                          | |
| 17 | 8月12日 （収録） | 入山杏奈 (4)                          | コラボリズムをやってみた                                        | 瀬戸弘司                                                                                                   |
| 17 | 8月12日 （収録） | 柏木由紀 (6)                          | 柏木レッグカール                                                | |
| 17 | 8月12日 （収録） | 村重杏奈 (2)                          | ロシアンギャグ第2弾                                             | |
| 17 | 8月12日 （収録） | 宮澤佐江 (2)                          | ※ホネーローテーション                                           | |
| 18 | 8月19日          | 松村香織 (1)                          | 指原プロデュース 松村香織ソロデビューの裏側                     | 指原莉乃ほか多数                                                                                           |
| 18 | 8月19日          | 渡辺麻友 (2)                          | まゆゆのプロジェクションマッピング                              | 井上涼 |
| 18 | 8月19日          | 武藤十夢 (1)                          | 十夢カレー完成                                                  | |
| 18 | 8月19日          | AKB48チームA (1)                      | ※恋するフォーチュンクッキーinお台場合衆国                       | |
| 19 | 8月26日          | 秋元才加 (2)                          | 卒業公演直後 秋元に大島が・・・                                 | 大島優子、宮澤佐江ほか多数                                                                                 |
| 19 | 8月26日          | 板野友美 (1)                          | ともちん卒業公演の裏側                                          | 前田敦子、篠田麻里子ほか多数                                                                               |
| 19 | 8月26日          | 柏木由紀 (7)                          | 柏木バタフライ                                                  | |
| 19 | 8月26日          | 入山杏奈 (5)                          | あんな辛いの…その3                                              | |
| 19 | 8月26日          | AKB48チームB (1)                      | ※恋するフォーチュンクッキーinお台場合衆国                       | |
| 20 | 9月2日 （収録）  | 松井珠理奈 (1)                        | 珠理奈のラジオ体操                                              | |
| 20 | 9月2日 （収録）  | 渡辺美優紀 (1)                        | みるきーのお風呂でちゃぷちゃぷ                                  | |
| 20 | 9月2日 （収録）  | 島崎遥香 (3)                          | アニメイク その3                                                | |
| 20 | 9月2日 （収録）  | 松井咲子 (2)                          | 逆再生 エリーゼのために                                         | |
| 20 | 9月2日 （収録）  | AKB48チームK (1)                      | ※恋するフォーチュンクッキーinお台場合衆国                       | |
| 21 | 9月9日           | 山本彩 (1)                            | ギターコラボ 真夏のSounds Good！                                | Hidenori                                                                                                   |
| 21 | 9月9日           | 松井珠理奈 (2)                        | 珠理奈の野球でチラリ                                            | |
| 21 | 9月9日           | 田島芽瑠 (1)                          | めるパワー全開メロンジュース                                    | HKT48「メロンジュース」選抜メンバー                                                                        |
| 21 | 9月9日           | AKB映像センター STAFF (1)             | 恋するフォーチュンクッキー AKB映像センターSTAFF Ver.            | |
| 21 | 9月9日           | AKB48お台場 りんかい学校 ダンス部 (1) | ※恋するフォーチュンクッキー AKB48お台場りんかい学校ダンス部Ver. | |
| 22 | 9月16日 （収録） | 木本花音 (1)                          | 誕生日に楽屋で...                                               | ホラーちゃんねる 大橋孝史                                                                                  |
| 22 | 9月16日 （収録） | 朝長美桜 (1)                          | コマ撮りメロンジュース                                          | nariomaru                                                                                                  |
| 22 | 9月16日 （収録） | 梅田彩佳 (3)                          | ひとりMCハマー                                                  | |
| 22 | 9月16日 （収録） | 柏木由紀 (8)                          | 柏木ランニングマシン                                            | |
| 22 | 9月16日 （収録） | AKB48選抜 メンバー (1)                | ※恋するフォーチュンクッキーinお台場合衆国                       | 戸賀崎智信、北川謙二ほかAKB48スタッフ                                                                      |
| 23 | 9月23日          | 岡田奈々 (1)                          | お化け初体験                                                    | 佐々木あさひ                                                                                               |
| 23 | 9月23日          | 片山陽加 (2)                          | やすす主演アニメ                                                | ABTV Network                                                                                               |
| 23 | 9月23日          | 田中菜津美 (1)                        | ヘタレの讃歌                                                    | ヘタレビーボーイ                                                                                           |
| 23 | 9月23日          | 相笠萌 (1)                            | マイケル・ジャクソンBeat itを踊ってみた                         | DANCEROID                                                                                                  |
| 24 | 9月30日          | 板野友美 (2)                          | サプライズお宅訪問                                              | |
| 24 | 9月30日          | 兒玉遥 (2)                            | ※蝶々結びトライアル                                             | |
| 24 | 9月30日          | 山内鈴蘭 (2)                          | ※鈴蘭のバイト体験その2                                          | |
| 24 | 9月30日          | 指原莉乃 (8)                          | さしこ&リリー 恋するフォーチュンクッキー                        | リリー・フランキーほか                                                                                     |

## ネット局と放送時間
| 放送対象地域   | 放送局                | 系列           | 放送期間                | 放送日時                      | 遅れ       |
| -------------- | --------------------- | -------------- | ----------------------- | ----------------------------- | ---------- |
| 関東広域圏     | フジテレビ（CX）      | フジテレビ系列 | 2013年4月22日 - 9月30日 | 月曜 0:55 - 1:10 （日曜深夜） | 製作局     |
| 宮城県         | 仙台放送（OX）        | フジテレビ系列 | 2013年4月22日 - 9月30日 | 月曜 0:55 - 1:10 （日曜深夜） | 同時ネット |
| 福島県         | 福島テレビ（FTV）     | フジテレビ系列 | 2013年4月22日 - 9月30日 | 月曜 0:55 - 1:10 （日曜深夜） | 同時ネット |
| 長野県         | 長野放送（NBS）       | フジテレビ系列 | 2013年4月22日 - 9月30日 | 月曜 0:55 - 1:10 （日曜深夜） | 同時ネット |
| 岡山県・香川県 | 岡山放送（OHK）       | フジテレビ系列 | 2013年4月22日 - 9月30日 | 月曜 0:55 - 1:10 （日曜深夜） | 同時ネット |
| 広島県         | テレビ新広島（TSS）   | フジテレビ系列 | 2013年4月22日 - 9月30日 | 月曜 0:55 - 1:10 （日曜深夜） | 同時ネット |
| 熊本県         | テレビくまもと（TKU） | フジテレビ系列 | 2013年4月22日 - 9月30日 | 月曜 0:55 - 1:10 （日曜深夜） | 同時ネット |
| 福岡県         | テレビ西日本（TNC）   | フジテレビ系列 | 2013年4月27日 - 9月30日 | 土曜 1:50 - 2:05 （金曜深夜） | 5日遅れ    |

- フジテレビ・同時ネット局で初回は編成の都合により30分遅れ、第11回は30分早く、第12回は60分遅れ、第14回は95分遅れでそれぞれ放送。
- 最終回30分スペシャルでは、通常より、30分繰り上げ・15分拡大（通常遅れネットであるテレビ西日本も同時ネット）。

### 単発放送
- テレビ大分（日本テレビ系列・フジテレビ系列）：2013年6月16日・23日の3:30 - 3:45
- 関西テレビ（フジテレビ系列）：2013年7月1日の0:30 - 0:45（6月9日放送分）、9月15日の3:30 - 3:50（9月8日放送分）、10月22日の1:45 - 2:00（9月15日放送分）

## スタッフ
- 企画 - 秋元康
- 編成 - 濱野貴敏　南條祐紀
- 営業 - 夏野亮　吉田高次
- ナレーター - 小久保史織
- 広報 - 瀧澤航一郎
- TP - 辻本豊
- TD - 藤田勝巳
- SW - 先崎聡
- CAM - 福永顕芳
- VE - 横井甲児
- AUD - 山田公次郎
- CA - 物袋由来
- PA - 吉竹新
- LD - 樽橋秀満
- 美術プロデューサー - 内藤佳奈子
- デザイナー - 内山真理子
- 美術進行 - 今井隆之
- 大道具 - 永井武
- 電飾 - 齋藤誠二
- アクリル装飾 - 石橋誉礼
- メイク - 又吉美佐都　大場聡美
- 編集 - 東勇輝　野田麻巳子
- ノンリニア - 桜井克也
- MA - 石田雅一
- 音響効果 - 小堀一　舛谷佑樹
- TK - 楮本眞澄
- 技術協力 - FMT　STUDIO38
- 美術協力 - フジアール　山田かつら
- 協力 - AKS
- デスク - 古賀美由紀
- 構成 - 石坂伸太郎　北本かつら　興津豪乃　ゴージャス染谷　楽屋ニュース　松本建一　森下剛士　柳城稔麿　大野ケイスケ
- AP - 市川悟　吉田麻衣
- AD - 勝見拓也　松崎能也　福田美乃里
- ディレクター - 金澤忠延　次郎垣内保　岡本健吾　大武豊
- 演出 - 澤田親宏
- プロデューサー - 織田実
- チーフプロデューサー - 黒木彰一
- 制作協力 - フジクリエイティブコーポレーション (FCC)
- 制作著作 - フジテレビジョン（担当：バラエティー制作センター）

## エピソード
2013年5月12日の生放送の冒頭でSKE48の終身名誉研究生松村香織のソロデビューのプロデュースを指原が担当することが決まったことを指原自ら発表した。
指原がAKB48 32ndシングル 選抜総選挙で1位を獲得して初めて迎えた同年6月9日の生放送では、開票イベント当日に座り損ねたセンターシートが用意され、ここで初着席となった。前回放送分までは1回4本の動画が紹介されていたが、この回での紹介は3本となった。

同年6月23日の生放送では、指原が初センターを務めるAKB48の32枚目のシングル曲の曲名が「恋するフォーチュンクッキー」であることを指原自ら発表した。